# Trafikmagasinet (TV-program)
Trafikmagasinet var ett svenskt motor- och trafikprogram i SVT som sändes från 15 mars 1978 till 29 december 2003.Trafikmagasinet hade en tydlig konsumentprägel med olika tester och sin betygsättning med rattsymboler. Programmet var genom åren en stor tittarsuccé med som mest 2,4 miljoner tittare. Programmet producerades i Falun och totalt producerades över 500 avsnitt.
Trafikmagasinets biltester skapade skola och konceptet kopierades av TV-bolag i de andra nordiska länderna. Trafikmagasinet nominerades flera gånger i mitten av 1990-talet till "Bästa TV-program" i sin genre av en svensk tidning.
Programmets signaturmelodi var I Love You More med George Duke.

## Beskrivning
Programmets öppningsbild i vinjetten var under många år en snötäckt bilruta där en vindrutetorkare kämpade mot snön. Programmets logotyp dubbelkopierades på en bild av en startande jumbojet, eftersom programmet under de första åren tog upp alla former av trafik.
Trafikmagasinet byggde på en idé av Carl-Ingemar Perstad. Han fick 1987 motta Kungliga Automobilklubbens Silverplakett för sitt arbete för en säkrare trafik. 
Programmets konsumentprägel bidrog till att flera biltillverkare nödgades förlänga garantier och erbjuda kunder att köpa tillbaka defekta exemplar av nya modeller. Framför allt var programmet inriktat på att testa nya bilmodeller och då särskilt familjebilar. Ibland gjordes också tester av begagnade bilar och rekommendationer för vad som var bästa köp. Förutom de egenskaper man kunde läsa sig till tog man gärna fram hur bilarna reagerade vid undanmanövrar och på dålig väg. Man hissade också upp bilarna för att visa detaljer från undersidan, säkerhetsdetaljer och hur bra rostskyddet verkade vara. Christer Glenning genomförde testerna och gav ris och ros till biltillverkarna. Under senare år var Staffan Borglund biltestare.

## Historik
I många säsonger hade man testfamiljer som fick använda bilarna i vardagen och kunde komma med synpunkter. En av dessa familjer som förekom ofta i programmet var Cecilia Forss och hennes föräldrar. Man gjorde också tester av tillbehör och jämförde servicekostnader. Det förekom en del reportage även utanför Sverige, till exempel gjorde Carl-Ingemar Perstad inför sommarsäsongen 1985 en reportageresa genom DDR, där han testade hjälptelefonerna utefter motorvägarna och intervjuade en Trabantägare.
Ett uppskattat inslag var när Carl-Ingemar Perstad körde bil berusad, med över en promille i kroppen, för att visa riskerna med alkohol bakom ratten. Eftersom testet inte fick göras i Sverige hyrde Trafikmagasinets team in sig hos den amerikanska statspolisen (Maryland Highway Patrol) som hade en speciell anläggning för den typen av tester.
En milstolpe i programmets historia var när en blå Škoda 120 LS under 1978 välte i ett undanmanöverprov vid Karlskoga motorstadion i 30 km/h. Modellen klassades som "livsfarlig", och debaclet fick stor uppmärksamhet. Bilen står idag på Härnösands bilmuseum
Under Trafikmagasinets sista år lämnade programmet konceptet med programledare i studio och reportagen hölls istället samman av grafik. I samband med att SVT 2003 drabbades av omfattande nedskärningar meddelades den 26 september samma år att programmet skulle läggas ner, vilket också skedde i december samma år.
Programmet kritiserades ibland för sin grabbiga och provinsiella stil; särskilt biltestaren Christer Glenning blev föremål för många parodier.

## Nyckelpersoner
- Carl-Ingemar Perstad, idégivare, producent, projektledare, programledare och reporter (1978–2002)
- Christer Glenning, biltestare
- Björn Svallner, biltestare under de första årgången
- Staffan Borglund, biltestare och programledare under senare år
- Sofia Lindahl, programledare
- Bodil Karlsson, programledare
- Veronika Marklund, programledare
- Gustav Larson, reporter och producent
- Kerstin Eriksson, programledare